# Guild
A Guild Guitar Company egy 1952-ben alapított amerikai székhelyű gitárgyártó cég.

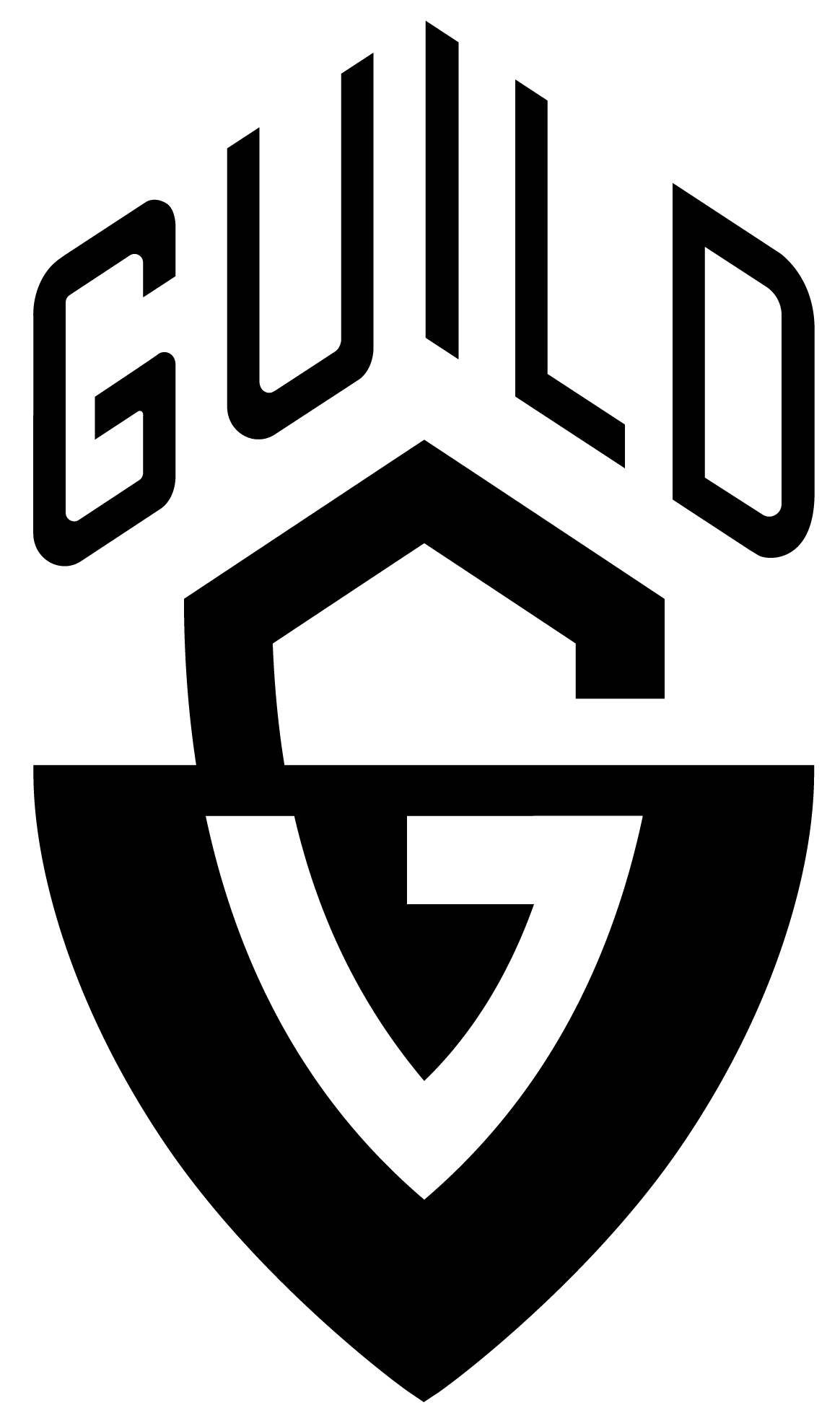
Guild logo.

## Ismertebb Guild használók
- Bryan Adams- F-50R
- Bacsik Elek – Stuart X-500, Charlie Christian style single coil pickup
- Joan Baez
- Richard Barone - X-500 (Cool Blue Halo album)
- George Benson -[1]
- Creed Bratton - Bluesbird
- Jack Casady
- Johnny Cash - D-60SB
- Jerry Cantrell - JF55 - MTV Unplugged
- Eric Clapton F-30,GF-60
- John Mayer Where The Light Is- Trio Set
- Sheryl Crow - M-85 bass
- Rick Danko- F-50
- Dave Davies
- Nick Drake - M20
- John Denver - F-50R
- Duke Erikson - Starfire III
- Leslie Feist - 1965 Starfire IV
- Tom Fogerty
- Jerry Garcia - Starfire III
- Barry Gibb - Songbird BG (stands for Barry Gibb)
- David Gilmour - F-512 12-string
- Buddy Guy
- Richie Havens
- Roger Hodgson
- Lightnin' Hopkins- Starfire IV
- Mississippi John Hurt - F-30
- Jack Ladd - S-100
- Phil Lesh
- Jerry Cherry - Burnside Semi-Hollow
- Barry Maguire - F-212 12-string
- Pat Metheny - D40-C
- Matt "Guitar" Murphy
- Bonnie Raitt- F-50R
- Randy Rhoads
- Brian Setzer - Bluesbird
- Paul Simon - F-30 and F-212 12-string
- Johnny Smith
- Tommy Smothers - D-55
- Bruce Springsteen - D-40SB
- Bob Stander - D-50 and D-50 12-string
- Stephen Stills - X-500
- Kim Thayil - S100
- Peter Tork - Jetstar Bass
- Slash
- Stevie Ray Vaughan
- Tom Waits
- Muddy Waters
- Gillian Welch - D-25M
- Zal Yanovsky

## Külső hivatkozások
- Guild Guitars, hivatalos oldal
- Westerly Guild Guitars